# Simning vid olympiska sommarspelen 1908

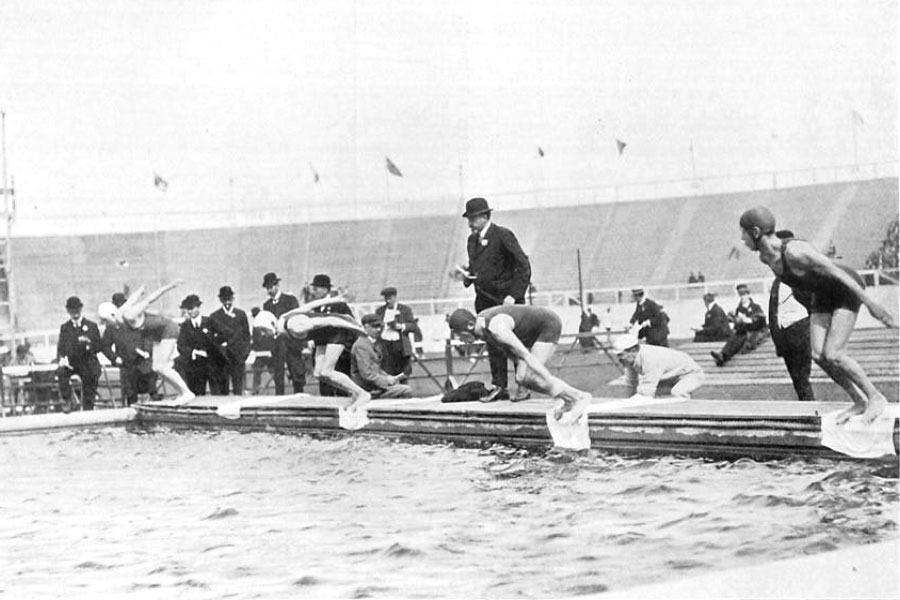
Starten på finalen på 200 meter bröstsim.

Simningen vid olympiska sommarspelen 1908 i London bestod av sex grenar och hölls mellan den 13 och 25 juli 1908 på White City Stadium. Antalet deltagare var 100 tävlande från 14 länder.
Detta var första gången som tävlingarna avgjordes i en hundrametersbassäng som hade byggts inne på spelens huvudarena.

## Medaljfördelning
| Pl. | Nation         | Guld | Silver | Brons | Totalt |
| --- | -------------- | ---- | ------ | ----- | ------ |
| 1   | Storbritannien | 4    | 2      | 1     | 7      |
| 2   | USA            | 1    | 0      | 1     | 2      |
| 3   | Tyskland       | 1    | 0      | 0     | 1      |
| 4   | Ungern         | 0    | 2      | 0     | 2      |
| 5   | Australasien   | 0    | 1      | 1     | 2      |
| 6   | Danmark        | 0    | 1      | 0     | 1      |
| 7   | Sverige        | 0    | 0      | 2     | 2      |
| 8   | Österrike      | 0    | 0      | 1     | 1      |

## Medaljörer
| Gren                         | Guld                                                                       | Silver                                                       | Brons                                                           |
| 100 m frisim Detaljer...     | Charles Daniels USA                                                        | Zoltán Halmay Ungern                                         | Harald Julin Sverige                                            |
| 400 m frisim Detaljer...     | Henry Taylor Storbritannien                                                | Frank Beaurepaire Australasien                               | Otto Scheff Österrike                                           |
| 1500 m frisim Detaljer...    | Henry Taylor Storbritannien                                                | Thomas Battersby Storbritannien                              | Frank Beaurepaire Australasien                                  |
| 100 m ryggsim Detaljer...    | Arno Bieberstein Tyskland                                                  | Ludvig Dam Danmark                                           | Herbert Haresnape Storbritannien                                |
| 200 m bröstsim Detaljer...   | Frederick Holman Storbritannien                                            | William Robinson Storbritannien                              | Pontus Hansson Sverige                                          |
| 4 x 200 m frisim Detaljer... | Storbritannien John Derbyshire Paul Radmilovic William Foster Henry Taylor | Ungern József Munk Imre Zachár Béla Las-Torres Zoltán Halmay | USA Harry Hebner Leo Joseph Goodwin Charles Daniels Leslie Rich |

## Deltagande nationer
Totalt deltog 100 simmare från 14 länder vid de olympiska spelen 1908 i London.
| - Australasien (5) - Belgien (7) - Danmark (5) - Finland (3) - Frankrike (4) - Italien (4) - Kanada (1) | - Nederländerna (7) - Storbritannien (28) - Sverige (12) - Tyskland (5) - Ungern (10) - USA (8) - Österrike (1) |